# Championnat du Danemark de football 2017-2018
Navigation
Édition précédente Édition suivante
| \| Aalborg Århus Helsingør Horsens Brøndby Copenhague Hobro Lyngby Midtjylland Nordsjælland OB Randers Silkeborg SønderjyskE \| Localisation des clubs engagés dans le championnat. |
| Aalborg Århus Helsingør Horsens Brøndby Copenhague Hobro Lyngby Midtjylland Nordsjælland OB Randers Silkeborg SønderjyskE                                                           |

La saison 2017-2018 de Superliga est la cent-cinquième édition de la première division danoise. Elle oppose les quatorze meilleurs clubs du Danemark en une série de vingt-six journées suivie de barrages, servant à déterminer le champion, les clubs qualifiés pour les compétitions européennes ainsi que les équipes reléguées. Lors de cette saison, le FC Copenhague défend son titre face à treize autres équipes dont deux promus de deuxième division.

## Participants
Légende des couleurs
- 2e tour de qualification pour champions de la Ligue des champions 2017-2018
- 2e tour de qualification de la Ligue Europa 2017-2018
- 1er tour de qualification de la Ligue Europa 2017-2018
- Promu de 1st Division

| Club            | Présent depuis | Classement 2016-2017 | Entraineur         | Stade                    | Capacité théorique |
| --------------- | -------------- | -------------------- | ------------------ | ------------------------ | ------------------ |
| FC Copenhague   | 1992           | 1                    | Ståle Solbakken    | Parken                   | 38 065             |
| Brøndby IF      | 1991           | 2                    | Alexander Zorniger | Brøndby Stadion          | 29 000             |
| Lyngby Boldklub | 2016           | 3                    | Thomas Nørgaard    | Lyngby Stadion           | 8 000              |
| FC Midtjylland  | 2000           | 4                    | Jess Thorup        | MCH Arena                | 11 809             |
| FC Nordsjælland | 2002           | 5                    | Kasper Hjulmand    | Farum Park               | 9 900              |
| SønderjyskE     | 2008           | 6                    | Claus Nørgaard     | Haderslev Fodboldstadion | 10 000             |
| Randers FC      | 2012           | 7                    | Rasmus Bertelsen   | AutoC Park Randers       | 12 000             |
| Aalborg BK      | 1991           | 8                    | Morten Wieghorst   | Energi Nord Arena        | 13 797             |
| Silkeborg IF    | 2016           | 9                    | Peter Sørensen     | MASCOT Park              | 10 000             |
| AC Horsens      | 2016           | 10                   | Bo Henriksen       | Casa Arena               | 10 400             |
| OB Odense       | 1999           | 11                   | Kent Nielsen       | TRE-FOR Park             | 15 633             |
| AGF Århus       | 2015           | 12                   | David Nielsen      | Ceres Park               | 20 032             |
| Hobro IK        | 2017           | 1 (D2)               | Thomas Thomasberg  | DS Arena                 | 10 700             |
| FC Helsingør    | 2017           | 3 (D2)               | Christian Lønstrup | Stade Helsingør          | 4 500              |

1. ↑  On ne peut pas exactement parler de promotion pour ce club puisqu'il a directement rejoint l'élite dès 1992, date de sa création. Depuis cette date, il n'a jamais connu de relégation.
2. 1 2  On ne peut pas exactement parler de promotion pour ce club puisqu'il a directement rejoint la Superliga dès 1991, date de création du championnat. Depuis cette date, il n'a jamais connu de relégation.

## Phase préliminaire
Le classement est établi sur le barème de points classique (victoire à 3 points, match nul à 1, défaite à 0). Pour départager les égalités, on tient d'abord compte la différence de buts générale, puis le nombre de buts marqués et enfin le nombre de buts inscrits à l'extérieur, si ces critères ne permettent de départager les équipes à égalité, des barrages sont jouées sur terrain neutre entre les clubs concernés.